# Lysværdi
Lysværdien er et fotografisk begreb som betegner hvor lyst et givent motiv er. Til formålet bruges enheden LV (Light Value).
LV0 er svarer til en lysmængde som giver korrekt eksponering af en ISO100-film ved blænde 1.0 med en lukkertid på 1 sekund; det er et ret svagt lys i almindelige sammenhænge.
Hver trin op i LV-tal svarer til en fordobling af lysmængden og tilsvarende svarer et trin ned til en halvering; LV-1 (altså LV "minus 1") er halvt så meget lys som LV0.
Man kan give følgende tommelfingerregler for LV-tal:
| LV 17 | Hvidt motiv i direkte sollys         |
| LV 16 | Lyst motiv i direkte sollys          |
| LV 15 | Typisk motiv i direkte sollys        |
| LV 13 | Skyggen på en solrig dag             |
| LV 10 | Motiv på en mørk, overskyet dag      |
| LV 7  | Indendørsmotiver i kraftigt kunstlys |
| LV 2  | Gademotiv om natten                  |
| LV -5 | Motiv i måneskin                     |

LV-tallet bruges til at bestemme eksponeringen givet ved eksponeringsværdien, idet EV-tallet skal være det samme som LV-tallet, dog med kompensation hvis der anvendes en anden filmfølsomhed end ISO100.